# Kanton Cerizay
Kanton Cerizay (fr. Canton de Cerizay) je francouzský kanton v departementu Deux-Sèvres v regionu Poitou-Charentes. Skládá se z 10 obcí.

## Obce kantonu
- Bretignolles
- Cerizay
- Cirières
- Combrand
- Courlay
- La Forêt-sur-Sèvre
- Le Pin
- Montravers
- Saint-André-sur-Sèvre
- Saint-Jouin-de-Milly